# Adam Savage
Adam Whitney Savage (născut pe 15 iulie 1967) este un actor american, educator, inginer în efecte speciale și co-prezentator al emisiunii de pe Discovery Channel, MythBusters.

## Viața personală
Savage și soția sa Julia s-au căsătorit în 2003. El are doi băieți gemeni dintr-o relație anterioară.

## Biografie

### Anii tinereții
Născut în New York, Savage a fost crescut în Sleepy Hollow în Westchester County. Tatăl lui, Lee Savage era un pictor, regizor de filme și animator cunoscut pentru munca la Sesame Street. Mama lui este psihoterapeut.
Adam Savage a făcut 5 ani la școala de actorie când era mic. Printre rolurile lui se numără înregistrarea vocilor personajelor animate create de tatăl său pentru Sesame Street, un copil "Jimmy" într-o reclamă, asistent la efectele speciale din Star Wars și un tânăr care se îneacă în videoclipul You're Only Human (Second Wind).

### Carieră
Savage a lucrat ca animator, designer, dulgher, proiecționist, developator de filme, prezentator tv, designer de scene, creator de jucării și deținător de galerii.
Adam a jucat rolul unui inginer în filmul Ever Since the World Ended  și rolul unui vânzător de arme  în The Darwin Awards, în care a apărut și coprezentatorul  MythBusters, Jamie Hyneman. El a avut o scurtă apariție, împreună cu Jamie Hyneman, în serialul CSI: Crime Scene Investigation pe 1 mai 2008 în episodul "The Theory of Everything". În materialul "making of" al The Matrix Revolutions, el apare ca un artist de efecte speciale și discută despre efectele create și dificultatea lor.
Savage a fost prezentator la The Amaz!ng Meeting 6, ce a avut loc între 19 și 22 iunie 2008.
El a învățat modelare avansată la departamentul de Design Industrial la Academia Universității de Artă în San Francisco.
Adam Savage este așteptat să apară în UK la Amazing Meeting London  între 3 și 4 octombrie 2009, ținută la Centrul de Conferințe Mermaid din Blackfriars.

#### MythBusters
Într-un interviu dat la The Amaz!ng Meeting 5, el și-a exprimat interesul în dovedirea selecției naturale în fața creaționismului la MythBusters.
Mai târziu, Savage, a revenit asupra afirmației spunândă că nu va exista un astfel de episod deoarece politica Mythbusters nu permite distrugerea miturilor legate de fenomene supranaturale.

## Adrese externe
- Site-ul personal al lui Adam Savage
- Pagina  Twitter a lui Adam Savage
- Adam Savage la Internet Movie Database
- Bigrafia la Discovery Channel
- Interviu cu Adam la The Sneeze Arhivat în 12 noiembrie 2020, la Wayback Machine.
- Interviu cu Adam la Reddit.com
- Adam Savage intervievat Arhivat în 7 ianuarie 2016, la Wayback Machine. la Penn Radio
- Adam vorbește despre faimă
- Savage Prezentare la The Entertainment Gathering (Decembrie 2008)